# Ткачик принсипійський
Тка́чик принсипійський (Ploceus princeps) — вид горобцеподібних птахів ткачикових (Ploceidae). Ендемік Сан-Томе і Принсіпі.

## Опис

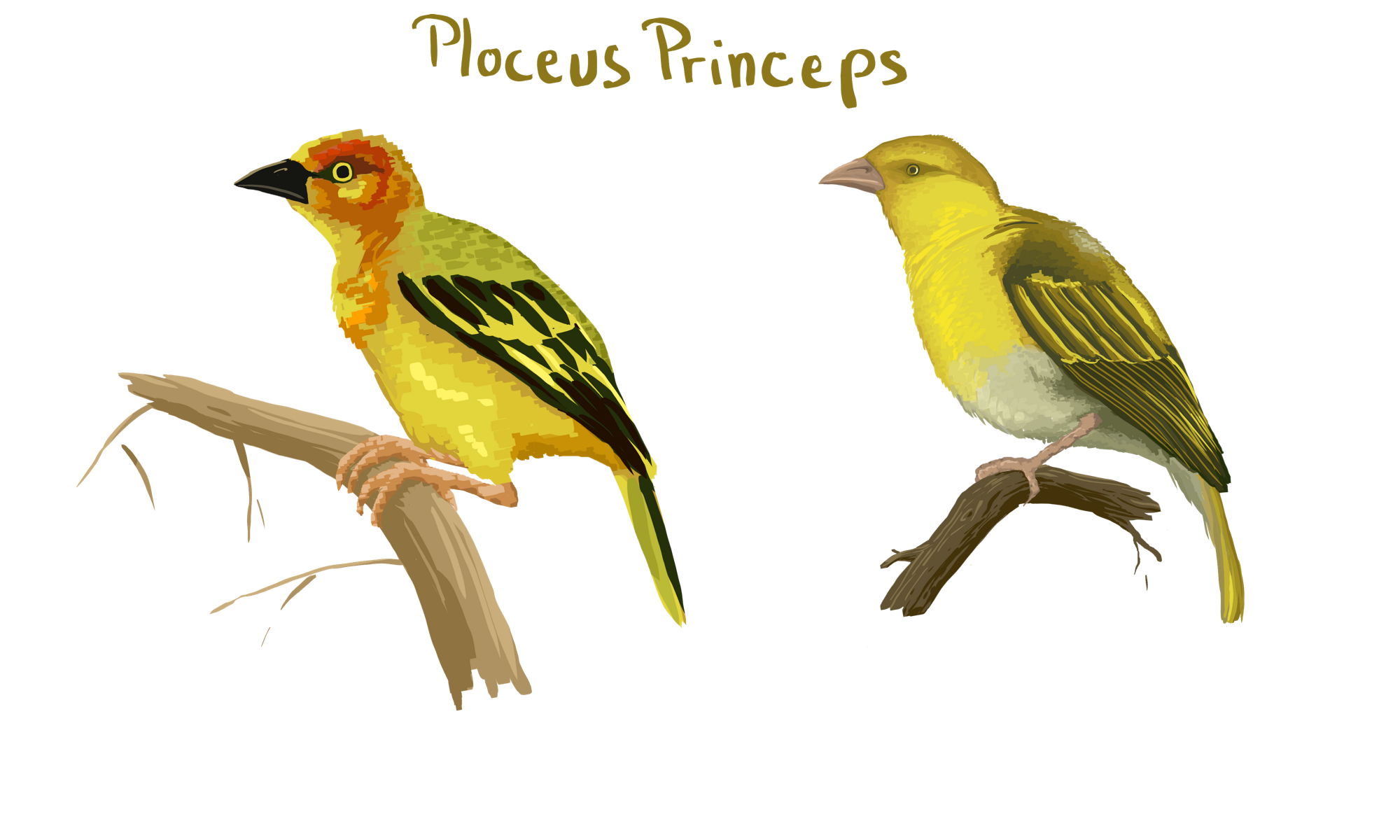
Принсипійські ткачики

Довжина птаха становить 18 см, вага 30 г. У самців верхня частина тіла жовтувато-зелена, хвіст оливково-зелений, покривні пера крил темно-коричневі, на кінці жовті. Голова оранжево-жовта або руда, очі жовтуваті. У самиць голова оливкова, у молодих птахів очі карі.

## Поширення і екологія
Принсипійські ткачики є ендеміками острова Принсіпі. Вони живуть у вологих рівнинних тропічних лісах і чагарникових заростях, на луках, полях і плантаціях, в парках і садах. Живляться переважно насінням, а також плодами, зокрема бананами, стручковим перцем і плодами олійних пальм. Сезон розмноження триває у травні-червні та у серпні-вересні. Принсипійські ткачики є моногамними, гніздяться парами або невеликими колоніями.